# Levene Gouldin & Thompson Tennis Challenger 2012
Il Levene Gouldin & Thompson Tennis Challenger 2012 è stato un torneo professionistico di tennis giocato sulla terra rossa. È stata la 19ª edizione del torneo che fa parte dell'ATP Challenger Tour nell'ambito dell'ATP Challenger Tour 2012. Si è giocato Binghamton negli USA dal 16 al 22 luglio 2012.

## Partecipanti

### Teste di serie
| Nazionalità | Giocatore          | Ranking* | Testa di serie |
| ----------- | ------------------ | -------- | -------------- |
| Israele     | Dudi Sela          | 115      | 1              |
| Svizzera    | Marco Chiudinelli  | 129      | 2              |
| Sudafrica   | Izak van der Merwe | 155      | 3              |
| Lituania    | Laurynas Grigelis  | 183      | 4              |
| Stati Uniti | Robby Ginepri      | 187      | 5              |
| Regno Unito | Jamie Baker        | 196      | 6              |
| Stati Uniti | Denis Kudla        | 197      | 7              |
| Francia     | Adrian Mannarino   | 200      | 8              |

- Ranking al 9 luglio 2012.

### Altri partecipanti
Giocatori che hanno ricevuto una wild card:
- Bjorn Fratangelo
- Robby Ginepri
- Christian Harrison
- Mitchell Krueger

Giocatori passati dalle qualificazioni:
- Andrew Carter
- Mitchell Frank
- Michael Venus
- Fritz Wolmarans
- Maciek Sykut (lucky loser)

## Campioni

### Singolare
- Michael Yani ha battuto in finale  Fritz Wolmarans con il punteggio di 6–4, 7–6(11)

### Doppio
- Dudi Sela /  Harel Srugo hanno battuto in finale  Adrien Bossel /  Michael McClune con il punteggio di 6–2, 3–6, [10]